# Hemerobius corticus
Hemerobius corticus là một loài côn trùng trong họ Hemerobiidae thuộc bộ Neuroptera. Loài này được Schrank miêu tả năm 1802.